# Prunus fremontii
Prunus fremontii — вид квіткових рослин із підродини мигдалевих (Amygdaloideae).

## Біоморфологічна характеристика
Кущ, дуже розгалужений, 10–40 дм, колючий. Гілочки голі. Листки опадні; ніжка 1–7 мм, гола; пластинки еліптичні, яйцюваті чи майже округлі, 0.6–3 × 0.5–2 см, краї нечітко зубчасті, зубчасто-пилчасті чи пилчасті, зубці тупі, залозисті, вершина зазвичай тупа чи округлена, іноді вирізана, поверхні голі. Суцвіття 1–3-квіткові, зонтикоподібні пучки. Квіти розпускаються після появи листя; гіпантій дзвіночковий, 2–4 мм, зовні голий; чашолистки випростано-розпростерті, від напівкруглих до яйцеподібних, 1.2–4 мм, краї залозисто-зубчасті, абаксіальна (низ) поверхня гола, адаксіальна волосиста; пелюстки зазвичай білі, іноді рожеві, еліптичні, обернено-яйцеподібні чи майже округлі, 3–10 мм. Кістянки жовтуваті, еліпсоїдно-яйцеподібні, 8–15 мм, густо запушені; мезокарпій від шкірястого до сухого; кісточки яйцеподібні, ± сплощені.

## Поширення, екологія
Ареал: Мексика (Нижня Каліфорнія); США (Каліфорнія). Діапазон висот: 200–1500 метрів. Prunus fremontii зустрічається в пустелі, чапаралі; населяє сухі, піщані або кам'янисті схили, каньйони, ялівцево-ялівцеві відкриті ліси.

## Загрози й охорона
Prunus fremontii зустрічається в місцях існування, які навряд чи зазнають тиску з боку урбанізації чи сільського господарства в найближчому майбутньому, тому загрози наразі мінімальні.

## Використання
Плоди вживають сирими чи приготовленими. Плід вважався великим делікатесом, важливою їжею та високо цінованим джерелом їжі. З листя можна отримати зелений барвник. З плодів можна отримати барвник від темно-сірого до зеленого

## Галерея

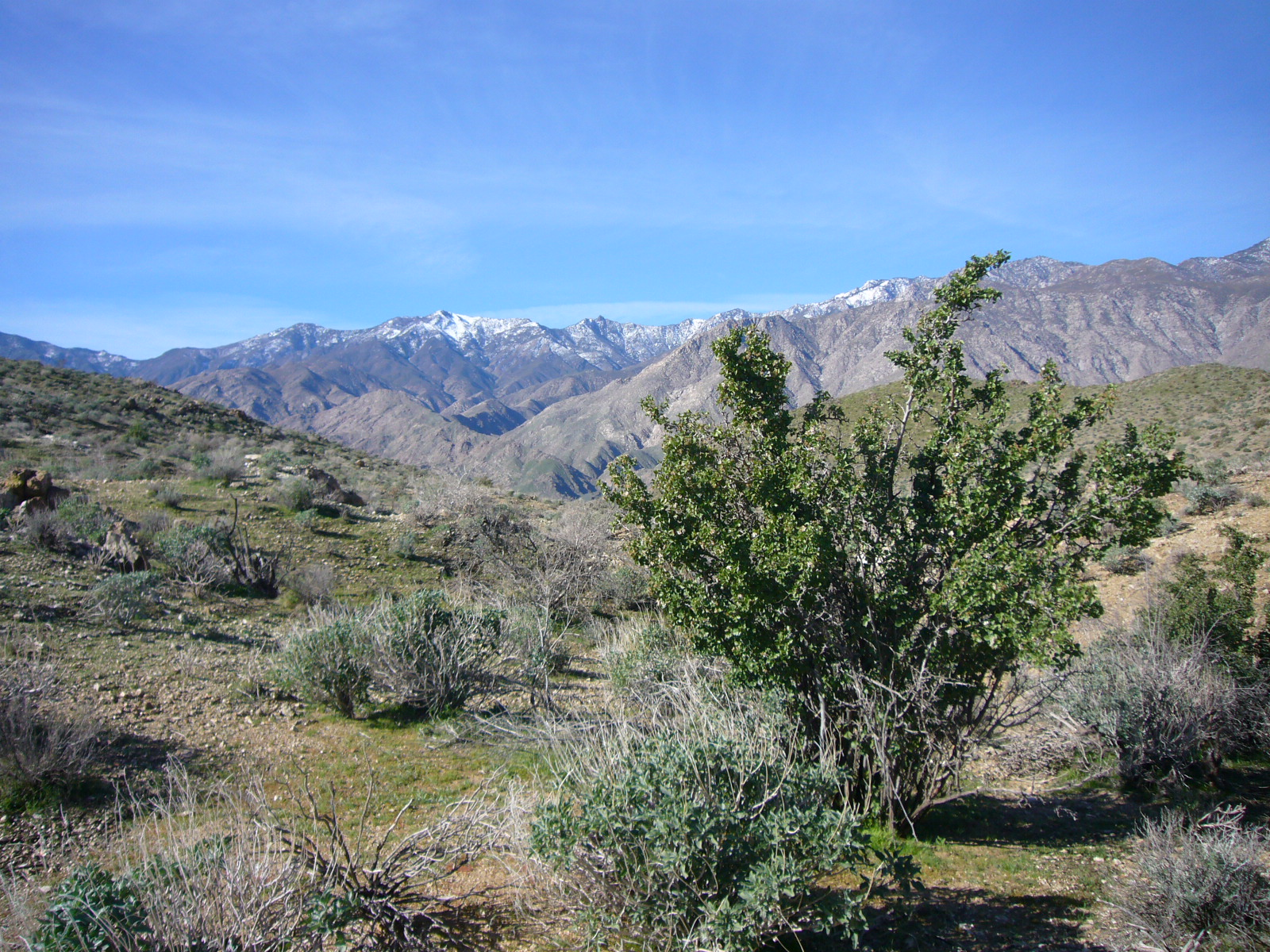
загальний вигляд
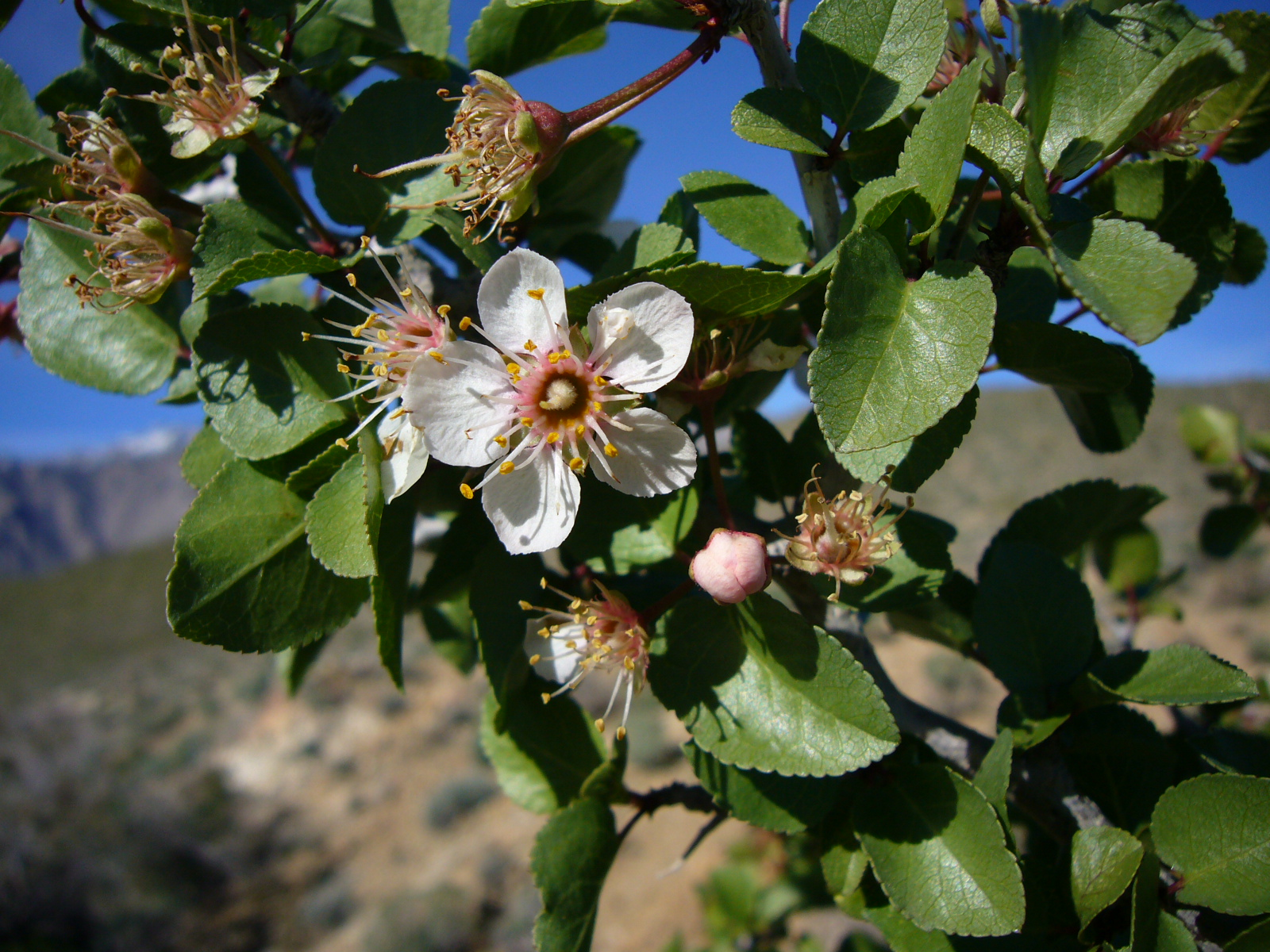
листки й квітки
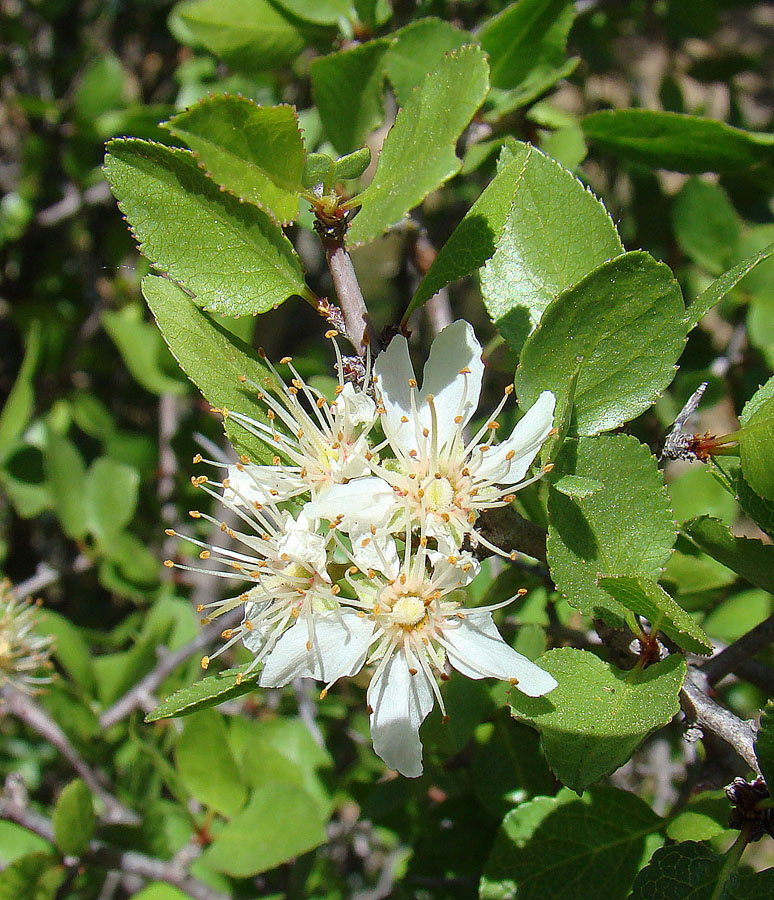
листки й квітки